# 傅巖 (崇禎進士)
傅巖（？—1646年），字野倩，號辛楣，浙江錢塘縣人。明朝政治人物。

## 生平
原為金華府义乌县人，從祖父游于杭州，遂家于紫陽山。少孤貧，及長，好讀書。天启辛酉恩貢，天啓四年（1624年）甲子舉于南雍，崇禎七年（1634年）登甲戌科進士，授歙縣知縣，舉循良第一，後以讒去官。
安宗於南京即位，以禮部主事起官，不赴。跟從親家朱大典驻师金華縣，清軍破金華，巖夜縋而出求援兵。清军追至义乌山中，被俘後就義。其幼子傅齡熙時年十四，以身蔽翼其父，兵刃自脸頰刺入而死。次子傅齡發起身相救，被箭射中左腋僕倒在地，醒后见父弟具死，悲慟曰：「吾一家可謂無負國恩矣。」遂用手拉括大創口，創裂而卒。當時三屍皆枕伏深草中三日，傅巖妻姜氏與其長子齡文才敢去收殮遗体，荒山無人，只剩下骸骨，遂用笔在髀股上写上姓名记号，然后装入匣子帶回，二十年后才得以入葬。。

## 引用
1. ↑  《钱塘县志》
2. ↑  《崇祯七年甲戌科进士三代履历》：傅岩，曾祖宋满，祖诵，父贤。野蒨，诗一房，辛丑年四月初十日生，金华府义乌县人，甲子乡试，会试六名，三甲八十三名，工部观政，八月授歙县知县，庚辰考察。
3. ↑  《南疆繹史》：其姻家傅御史巖，為義烏強宗；請盡以子弟兵為援，泣許之，巖夜縋而出。……傅巖還至義烏，死。
4. ↑  《浙江通志》：傅岩，钱塘县人，字野倩，崇祯甲戌进士，官歙县知县，从朱阁部大典驻师金华。清军下浙江，被执死之。子齡發字長含，弟齡熙字長穆，並儀部巖子。巖遇難，刃将及，齡熙時年十四，以身蔽翼其父，刃著於頰而死。齡發起救，矢透左腋而仆。少頃復甦，見父弟死，慟曰：吾一家可謂無負國恩矣。遂以手抉其創，創裂而卒。時三屍皆枕深草中三日，巖妻姜與其長兄齡文始克殮，荒山無人，僅収其骨，遂各以墨志其髀股，匣之以歸。後二十年，始克葬，皆有文名，與其伯兄號三俊，俱殉父兄之難，節烈孝友出於一門。龄文字長質，藜藿不充者十年而卒。见《武林耆旧集》。

| 官衔          | 官衔                       | 官衔        |
| ------------- | -------------------------- | ----------- |
| 前任： 葉高標 | 明朝歙縣知縣 1634年-1640年 | 繼任： 李松 |